# نادي الصناعة
نادي الصناعة الرياضي هو نادي كرة قدم عراقي، مقره في منطقة الحبيبية في شرق بغداد، أبرز إنجازاته هو فوزه بكأس العراق عام 1984 و فوزه بدوري العراقي الدرجة الأولى عام 2021، موقع النادي في مقاطعة مزرعة حمدي الباججه جي رقم 11.

## إنجازاته
- كأس العراق: 1 1984
- الدوري العراقي الدرجة الأولى: 1 2021

## روابط إضافية
- نادي الصناعة على موقع غولز
- الموقع الرسمي للنادي